# Prestonia parvifolia
Prestonia parvifolia är en oleanderväxtart som beskrevs av Karl Moritz Schumann och R. E. Woodson.. Prestonia parvifolia ingår i släktet Prestonia och familjen oleanderväxter. Inga underarter finns listade i Catalogue of Life.